# LUX 021
LUX 021 fue un evento de artes marciales mixtas producido por LUX Fight League, que se llevó a cabo el 18 de marzo de 2022 en el Showcenter Complex de Monterrey, Nuevo León, México.

## Antecedentes
El evento marcará la úndecima visita de la promoción a Monterrey y la primera desde LUX 017.
Una pelea entre Victoria Alba y Daniela Villasmil por el inaugural Campeonato de Peso Mosca Femenino de LUX fue anunciada como la estelar del evento.
La pelea coestelar contó con una pelea de peso mosca entre Jorge Calvo y Emilio Cuéllar, donde el ganador tendría el derecho a desafiar a Alessandro Costa por el título de la división.

## Resultados
1. ↑  Por el Campeonato de Peso Mosca Femenino de LUX